# Riki Harakawa
Riki Harakawa (jap. 原川 力, Harakawa Riki; * 18. August 1993 in Yamaguchi) ist ein japanischer Fußballspieler.

## Karriere

### Verein
Harakawa spielte seit 2009 für den Kyoto Sanga FC und gehörte seit 2012 zum Profikader. 2014 wurde er an den Zweitligisten Ehime FC nach Matsuyama ausgeliehen. Von 2014 bis 2015 spielte er einmal in der J.League U-22 Selection. Diese Mannschaft, die in der dritten Liga, der J3 League, spielte, setzte sich aus den besten Nachwuchsspielern der höherklassigen Vereine zusammen. Das Team wurde mit Blick auf die Olympischen Sommerspiele 2016 in Rio de Janeiro gegründet. Die Auswahl der Spieler erfolgte auf wöchentlicher Basis aus einem Pool, für den jeder Verein förderungswürdige Talente benennen konnte; die Zusammensetzung der Mannschaft variierte daher sehr stark von Spiel zu Spiel. 2016 folgte dann der Wechsel zu Kawasaki Frontale. Die Saison 2017 wurde er an den Ligakonkurrenten Sagan Tosu ausgeliehen. Nach der Ausleihe wurde Harakawa Anfang 2018 fest unter Vertrag genommen. Nach insgesamt 121 Erstligaspielen für Tosu wechselte er Anfang 2021 zum ebenfalls in der ersten Liga spielenden Cerezo Osaka. Nach 51 Ligaspielen wechselte er Mitte 2023 auf Leihbasis zum Ligakonkurrenten FC Tokyo. Hier bestritt er zehn Ligaspiele. Nach der Ausleihe wurde er vom FC Tokyo im Februar 2024 fest unter Vertrag genommen. Nach einer Spielzeit, in der er 25 Ligaspiele bestritt, wechselte er im Januar 2025 zum ebenfalls in der ersten Liga spielenden Kashiwa Reysol.

### Nationalmannschaft
Mit der japanischen Nationalmannschaft qualifizierte er sich für die Olympischen Sommerspiele 2016.

## Erfolge
- U-23-Fußball-Asienmeisterschaft: 2016